# Pokoșîci, Korop
Pokoșîci (în ucraineană Покошичі) este o comună în raionul Korop, regiunea Cernihiv, Ucraina, formată numai din satul de reședință.

## Demografie
Componența lingvistică a comunei Pokoșîci
     Ucraineană (98,84%)
     Rusă (1,06%)
     Alte limbi (0,11%)
Conform recensământului din 2001, majoritatea populației comunei Pokoșîci era vorbitoare de ucraineană (98,84%), existând în minoritate și vorbitori de rusă (1,06%).